# Ratan Tata
Ratan Naval Tata (en hindi : रतन नवल टाटा), né le 28 décembre 1937 à Bombay (Raj britannique) et mort le 9 octobre 2024 à Mumbai (Inde), est un industriel indien, patron du conglomérat indien Tata, propriété de la famille Tata.

## Biographie
Il est le fils de Soonoo Tata et Naval Hormusji Tata. Ce dernier s'est ensuite marié avec la franco-suisse Simone Dunoyer. En 2008, il reçoit le Padma Vibhushan, la deuxième plus haute distinction civile en Inde, après avoir reçu le Padma Bhushan, la troisième plus haute distinction civile, en 2000.
Après des études d'architecture à l'université Cornell, il s'installe quelque temps aux États-Unis. En 1991, le patron charismatique Jehangir Tata (1904-1993), fondateur d'Air India, lui laisse la responsabilité de la direction du conglomérat, mais sa légitimité est contestée. Il a un caractère réservé et, au début, ses rapports avec les différentes filiales sont difficiles ; de plus, il n'est propriétaire que de 1 % du groupe.
Il réorganise les 80 sociétés de son conglomérat en 7 secteurs d'activité : ingénierie, matériaux, énergie, chimie, biens de consommation, NTIC et services. Il fait prendre à son groupe le virage du high-technique et des télécoms. En 2000, il rachète aussi le fabricant anglais de thé Tetley, qu'il intègre dans Tata Tea, qui devient ainsi le leader mondial sur ce créneau.
Le magazine américain Forbes le désigne homme d'affaires de l'année en 2005. En 2006, il signe des accords commerciaux et industriels afin de distribuer en Inde les voitures du constructeur italien Fiat.
En 2008, il lance la voiture la moins chère du monde : son nom est Nano et elle coûte 1691,87€. Pendant la même période, il rachète au groupe automobile américain Ford (en importante difficulté financière) Jaguar et Land Rover, qu'il intègre dans Tata Motors.
Le 28 décembre 2012, Ratan Tata, qui a 75 ans, abandonne la direction du groupe Tata ; son successeur est Cyrus Mistry.
Il est docteur honoris causa de nombreuses universités, dont l'HEC Paris, l'université de Warwick, l'université York, l'université d'État de l'Ohio et l'institut indien de technologie de Madras. En 2007, il se voit également décerner le médaille Carnegie de l'université de Cambridge.
Le 9 octobre 2024, Ratan Tata décède à l'hôpital Breach Candy de Bombay, à l'âge de 86 ans,. À l'annonce de sa mort, Narendra Modi, le Premier ministre de l'Inde, déclare que Ratan Tata « était un chef d'entreprise visionnaire, une âme compatissante et un être humain extraordinaire. Il a assuré une direction stable à l'une des entreprises les plus anciennes et les plus prestigieuses de l'Inde ».

## Décorations
Décorations indiennes
- Padma Bhushan (2000)
- Padma Vibhushan (2008)

Décorations étrangères
- Officier de l'ordre d'Australie ( Australie, 2023)[9],[10]

- Commandeur de la Légion d'honneur ( France, 2016)[11],[12]
- Grand-cordon de l'ordre du Soleil levant ( Japan, 2012)[13]
- Grand officier de l'ordre du Mérite de la République italienne‎ ( Italie, 2009)[14],[15]
- Chevalier grand-croix de l'ordre de l'Empire britannique ( Royaume-Uni, 2012)[16]
- Médaille de la République orientale de l'Uruguay (en) ( Uruguay, 1996)[17]